# Saint-Martin-du-Puy (Gironde)
Saint-Martin-du-Puy is een gemeente in het Franse departement Gironde (regio Nouvelle-Aquitaine) en telt 212 inwoners (2004). De plaats maakt deel uit van het arrondissement Langon.

## Geografie
De oppervlakte van Saint-Martin-du-Puy bedraagt 9,0 km², de bevolkingsdichtheid is 23,6 inwoners per km².
De onderstaande kaart toont de ligging van Saint-Martin-du-Puy (Gironde) met de belangrijkste infrastructuur en aangrenzende gemeenten.

## Demografie
Onderstaande figuur toont het verloop van het inwonertal (bron: INSEE-tellingen).